# Советский (Ханты-Мансийский автономный округ)
Сове́тский — город в России, административный центр Советского района Ханты-Мансийского автономного округа — Югры. Образует городское поселение Советский.
Население — 31 138 чел. (2021), плотность населения города 80 чел./км².
Ближайшие города: Югорск (9 км), Нягань (149 км), Урай (230 км), Ханты-Мансийск (367 км), Нижний Тагил (583 км), Екатеринбург (725 км), Тюмень (1 039 км).

## История
В 1957 году в СССР началась прокладка железной дороги, соединяющей Урал с Обским бассейном. В марте 1959 года началась прокладка пути Ивдель — Обь.

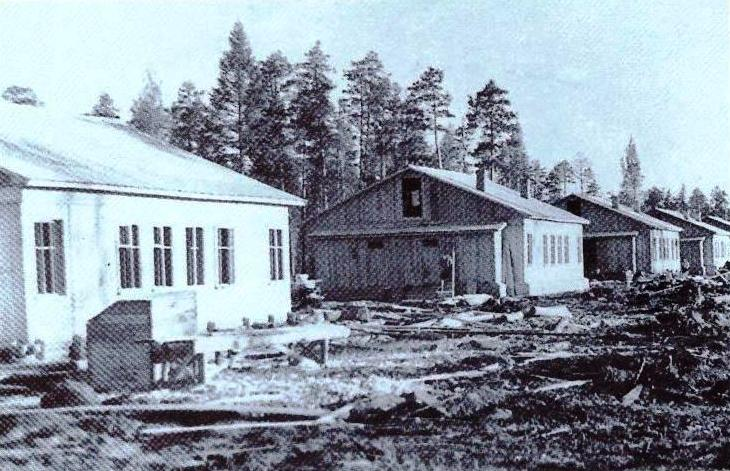
Первые дома ул. З.Космодемьянской

Газета «Ленинская трибуна» в марте 1963 года описывала первые месяцах существования поселка так: «Глубокой ночью в феврале 1962 года небольшой отряд строителей добрался до будущей станции Картоп. Тайга разведчиков встретила хмуро. Бушевала пурга, стонали от ветра вековые сосны. С трудом строители построили шалаш. А утром с шумом упала первая сосна. Началась закладка поселка, который сегодня носит название Советский. Через месяц в сосновом бору стояло уже 9 домов…»
Так появился Советский Кондинского района. Первыми улицами города были Лесная и Зои Космодемьянской. Через год, в феврале 1963 года, было уже 4 улицы, население — 1500 человек, в августе пришел первый поезд (вместо здания вокзала стояло 2 вагончика), в декабре создан леспромхоз.

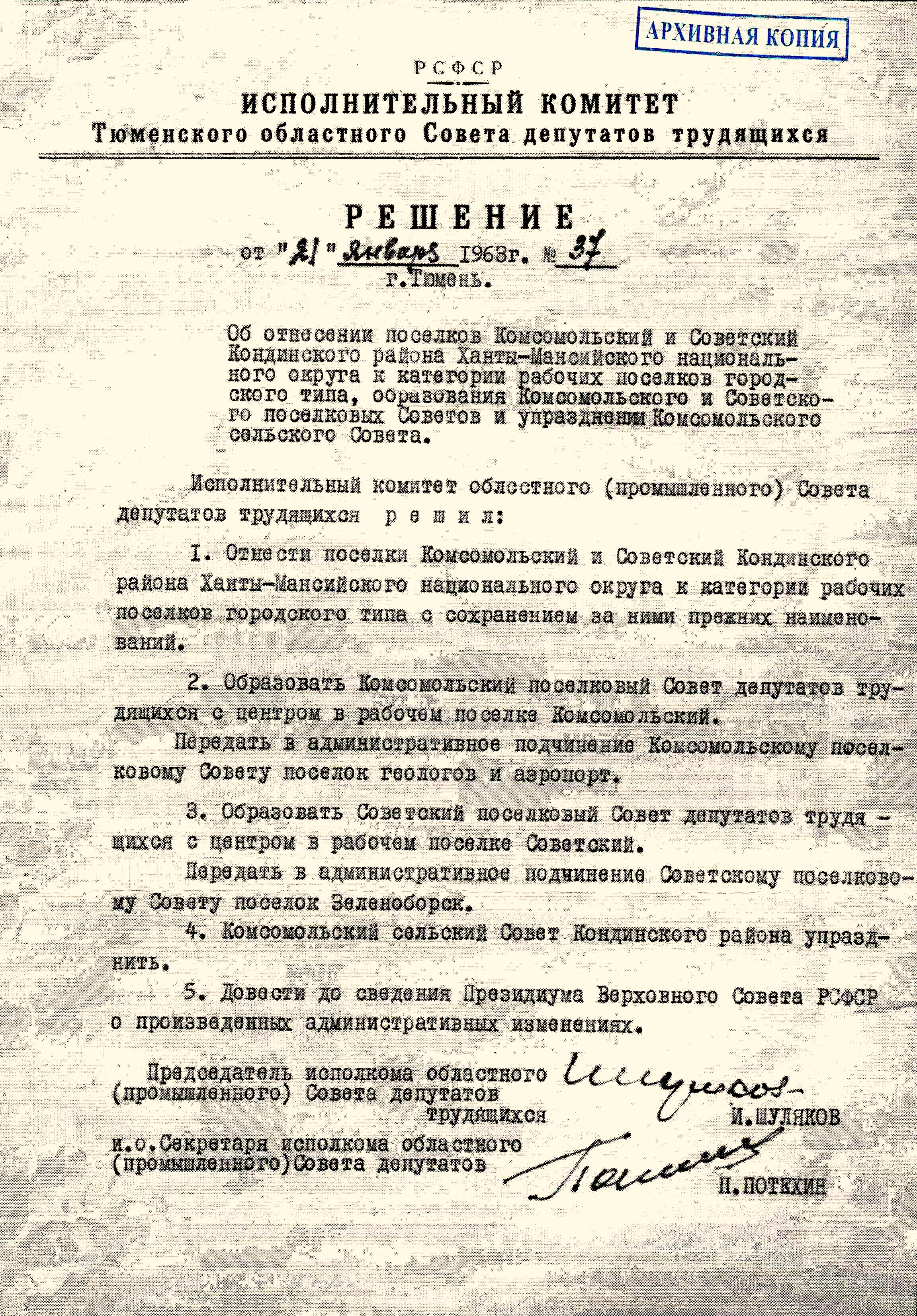
Решение Исполнительного комитета Тюменского областного Совета депутатов трудящихся № 37 от 21 января 1963 г. (документ об отнесении Советского к категории рабочего посёлка и образовании Советского поссовета)

19 ноября 1962 года в посёлке появляется почтовое отделение Кондинского узла, так как вместе с первыми строителями в тайгу прибывали радисты, телефонисты и почтовые работники, которые обеспечивали радио и телеграфную связь, а первое почтовое отделение появилось годом ранее в посёлке Пионерский в 1961 году. Начинает работу первая школа для начальных классов «Картопьинская» (по названию ж/д станции), через год на углу улиц Ленина и Гастелло строят новую школу для 1-8 классов. Старшие же классы учились в соседнем посёлке — Комсомольский (ныне Югорск). 20 декабря 1962 года, на 197-м км железной дороги Ивдель — Обь был создан Советский леспромхоз с проектной мощностью 400 тыс. м³ древесины в год.
За первый год работы коллектива в 240 человек план будет перевыполнен, вывезено 223,2 тыс. м³ леса.
Решением Исполнительного комитета Тюменского областного Совета депутатов трудящихся № 37 от 21 января 1963 г. «Об отнесении поселков Комсомольский и Советский Кондинского района Ханты-Мансийского национального округа к категории рабочих поселков городского типа, образовании Комсомольского и Советского поселковых Советов и упразднении Комсомольского сельского Совета» поселок Советский отнесен к категории рабочих поселков городского типа. Образован поселковый Совет депутатов трудящихся.
1 октября 1963 года образовывается Советское СМУ треста «Тюменьлесстрой». Данное предприятие на долгие годы будет осуществлять строительство лесовозных дорог, нижних складов, лесопильных цехов и объектов непроизводственного назначения. Начал работу кинотеатр «Луч».
В июне 1965 года начала работу Советская участковая больница (с 1968 года — Советская районная больница). Первым главврачом был Г. А. Быков. Первое здание размещалось по адресу ул. Гастелло, д. 1. На 1 января 1969 года численность работников составит 70 человек, из них врачей — 5, средний медицинский персонал — 38. Построен первый в городе детский сад «Теремок» (который начал свою работу в апреле 1966 году).
В августе 1965 года запущена новая пекарня по ул. Ленина с механизированным просевом муки и замесом теста.
1 ноября 1966 года приказом начальника Серовского отделения Свердловской железной дороги, ж/д станция «Картопья» переименована в ж/д станцию «Верхнекондинская». На этот момент численность сотрудников составляла 32 человека. В 2000 году коллектив станции получил звание «Лучший коллектив Свердловской железной дороги».
В 1967 году открывается первая в посёлке библиотека под руководством Н. А. Тортыной.
15 февраля 1968 года В соответствии с Указом Президиума Верховного Совета РСФСР в составе Ханты-Мансийского национального округа образован Советский район, в который вошли рабочие поселки Комсомольский, Пионерский, Советский. С 1968 года Советский стал интенсивно развиваться, став центром большого лесопромышленного района.
В 1968 году открылась Советская детская музыкальная школа.
В мае 1968 года открылся аэропорт «Советский», являющийся ровесником Советского района, был основан как структурное подразделение Тюменского объединённого авиаотряда. Численность работников составляла 10 человек, включая начальника П. А. Павленко (в декабре 1991 года — численность сотрудников достигнет уже 211 человек). Грузовую работу выполняли вертолёты Ми-4, Ми-1, позднее Ми-8 и Ми-2, пассажирскими перевозками занимались самолёты Ан-2 и Ли-2. Все службы аэропорта размещались в одном вагончике, а осенью этого же года построено здание аэровокзала и появились новые службы, такие как УВД, СОП, ЭРТОС, ГСМ, ССТ. В 1985 году начнется строительство взлётно-посадочной полосы. Открыто отделение авиационной охраны лесов (с 1982 по 1990 год Советское отделение авиаохраны лесов будет занимать призовые места в социалистических соревнованиях авиаотделений Тюменской авиабазы)
10 июня 1968 года образован районный отдел внутренних дел. За год работы ОВД будет зафиксировано по всему району 64 преступления (2 убийства, 3 тяжких телесных повреждения, 9 краж государственной собственности, 8 краж личной собственности, 16 случаев хулиганства). Процент раскрываемости составил 93,9 %.
15 августа 1968 года вышел первый номер газеты «Путь октября» (к началу 1990-х годов тираж достиг 15 тысяч при выходе 2 раза в неделю).
В 1969 году начала работу двухэтажная и комфортная гостиница «Тайга» по ул. Ленина (которая будет уничтожена пожаром 18 марта 2012 года).
30 апреля 1971 года на территории Советского и Кондинского районов создан государственный природный заказник «Верхне-Кондинский», который является особо охраняемой природной территорией федерального значения, площадью 241,6 тыс. га. В пределах заказника находятся верхнее течение Конды, реки Эсс, Ейтья, Ух, Нюрих. На территории произрастают редчайшие чисто-белые и четырёхгранные кувшинки. С 1977 заказник будет в подчинении заповедника «Малая Сосьва».
В августе 1972 года, в центре Советского был открыт мемориальный комплекс. В него были замурованы капсулы с обращением молодежи к будущему поколению (капсулы должны быть вскрыты в 2022 году). В октябре начал работу молокозавод, обеспечивая социальные учреждения молоком, кефиром, сметаной и творогом, выпуская ежегодно продукции до 700 т.
1978 г. От поселка Комсомольский (ныне Югорск) до котельной Советского ЛДК был проложен газопровод. Началась газификация жилых домов города.
1979 г. Открыт спортивный зал для занятий боксом «Ринг-80» (название в честь московской олимпиады). Занятия секции начались в 1972 году в подвале железнодорожного клуба «Зеленый огонек». В 1982 г. открылся плавательный бассейн. Через три года команда из Советского станет чемпионом Всероссийских сельских игр в г. Ставрополе.
1983 г. Создано ОАО «Советское автотранспортное предприятие» Северавтотранса как филиал Урайского АТП. С 1986 по 1990 гг. будет являться филиалом Няганского АТП, а затем — самостоятельное предприятие.
апрель 1984 г. в п. Советском появилась строительная организация СУ № 881 треста «Тюменьдорстрой», которая построила бетонную взлетно-посадочную полосу в 1987 году (строительство велось 2 года), автодороги с бетонным покрытием, жилые дома. Первым начальником был Г. Г. Кадочников. В 2001 году по договорам на общую сумму 160 млн рублей будут сданы в эксплуатацию автодороги Советский-Югорск-Таежный, Урай-Советский.
21 ноября 1989 года в Советском потерпел катастрофу Ан-24Б компании «Аэрофлот», в результате чего погибли 32 человека. На 1 января 1990 г. в Советском районе было 8 рабочих поселков (Агириш, Зеленоборск, Коммунистический, Комсомольский, Малиновский, Пионерский, Советский, Таёжный) и один сельсовет (Алябьевский).
Июль 1990 г. Вышли первые выпуски передач телекомпании «Радуга».
26.11.1990 г. по инициативе жительницы Советского В. Г. Мальцевой была создана первая община верующих. Начался сбор средств на строительство храма (строительство которого начнется в 1993 г.)
1993 г. Открыт центр социальной адаптации молодежи «Шанс». Одна из первых молодежных бирж труда в ХМАО.
12.12.1993 г. Начал работать торговый центр «Рубин» (торговой площадью 905 м²), принадлежащий ООО «Рубин» участвовал во всех социальных программах администрации района (безвозмездно помогал участникам войны, инвалидам, детскому реабилитационному центру «Солнышко»).
1995 г. Образовано ЗАО «Строймонтаж». Первые 4 года работало в области гражданского строительства: школа в п. Малиновский на 200 учебных мест, магазин «Малахит» в г. Югорск, вечерняя школа в г. Советский на 500 учебных мест, здание ветеринарной службы в Советском, ночной клуб «Айсберг» в Югорске.
16.12.1996 г. Думой ХМАО принят и подписан закон «Об отнесении поселка городского типа Советский к категории городов районного значения». В соответствии с Законом ХМАО «Об отнесении г. Югорска к городам окружного значения» г. Югорск выходит из состава Советского района.
23.12.1996 г. Советский был из рабочего посёлка преобразован в город.
декабрь 1997 г. Создано ООО «Ремдорстрой» занимающееся строительством и реконструкцией автомобильных дорог всех категорий и назначений, производством стройматериалов и конструкций, грузовыми перевозками. За 4 года будут проложены дороги к посёлкам Пионерский, Алябьевский, Малиновский, Таёжный, а также дороги Юбилейный — Таёжный, Пионерский — Малиновский, Советский — Зеленоборск (в общей сложности 113 км дорог и 137 метров мостов).
1999 г. В городе создана детская общественная пионерская организация, объединяющая 4 тысячи учащихся 2—8 классов.
В 2002 году за данный год возведено 8000 м² индивидуального жилья.
май 2002 г. Подсобное хозяйство города Советский, принадлежащее ранее ООО «Советсклес», стало муниципальным предприятием в котором содержалось 1020 голов свиней, 59 голов крупного рогатого скота, включая 15 коров. Численность сотрудников 25 человек, производство в год 47 т свинины, 19 т говядины и 40 т молока. Продукция напрямую поставлялась в учрежедения здравоохранения, образования и социальной защиты.
Февраль 2003 г. Начала работу конно-спортивная секция, на момент открытия находилось 8 лошадей.
11.01.2006 г. В соответствии с Федеральным законом от 06.10.2003 № 131-ФЗ «Об общих принципах организации местного самоуправления в Российской Федерации» город Советский является городским поселением. Образована Администрация городского поселения Советский. Администрация города Советский ликвидирована.
12.03.2018 г. В роддоме Советской районной больницы в семье Ландыш и Алексея Зайцевых появился на свет 30-тысячный житель города Советского.
16.09.2019 г. состоялось открытие аллеи на ул. Киевская.

## Население
| 1970    | 1979    | 1989    | 1996    | 2000    | 2001    | 2002    | 2003    |
| ------- | ------- | ------- | ------- | ------- | ------- | ------- | ------- |
| 5897    | ↗13 674 | ↗21 100 | ↘20 900 | ↗22 200 | ↗22 900 | ↗23 230 | ↘23 200 |
| 2005    | 2006    | 2007    | 2008    | 2009    | 2010    | 2011    | 2012    |
| ↗24 500 | ↗24 800 | ↗25 200 | ↗25 600 | ↗25 974 | ↗26 495 | ↗26 500 | ↗27 116 |
| 2013    | 2014    | 2015    | 2016    | 2017    | 2018    | 2019    | 2020    |
| ↗27 631 | ↗28 087 | ↗28 683 | ↗29 179 | ↗29 456 | ↗29 575 | ↗29 624 | ↘29 293 |
| 2021    |         |         |         |         |         |         |         |
| ↗31 138 |         |         |         |         |         |         |         |

На 1 января 2025 года по численности населения город находился на 475-м месте из 1124 городов Российской Федерации.

## Промышленность
Основными отраслями промышленности являлись лесозаготовка и переработка древесины.
В Советском находились предприятия по выпуску мебели, столярных изделий, клеёных деревянных щитов, мебельного шпона, комплектов для деревянного домостроения — ООО «Лесопильные заводы Югры» (входит в холдинг ОАО «Югорский лесопромышленный холдинг»), «Югра-Плит», «Советский завод жбк»

## Учебные заведения
- Школа № 1 (ул. Гастелло, 24)
- Школа № 2 (ул. Хвойный микрорайон, 53А)
- Гимназия (ранее школа № 3) (ул. Киевская, 26А)
- Школа № 4 (Советская ул., 24)
- АНО институт ИРИС (ул. Гагарина, 10)
- Советский политехнический колледж (ул. Макаренко, 1)

## Достопримечательности
- Памятник танку и городской парк
- Памятник первопроходцам
- Советский районный музейно-выставочный центр[26]

## Органы власти и руководство

### История наименований органов власти города
| Период                   | Наименование |
| ------------------------ | --- |
| с 21.01.1963             | Исполнительный комитет Советского поселкового Совета депутатов трудящихся Кондинского района                                                                                                   |
| с 15.02.1968             | Исполнительный комитет Советского поселкового Совета депутатов трудящихся Советского района |
| с 07.10.1977             | Исполнительный комитет Советского поселкового Совета народных депутатов Советского района |
| с 26.12.1991             | Администрация посёлка Советский Советского района |
| с 23.12.1996             | Администрация города Советский Советского района |
| 18.11.1998 — 25.05.2006  | Администрация города Советский (территориальное подразделение Администрации муниципального образования Советского района Ханты-Мансийского автономного округа Тюменской области)               |
| 11.01.2006 — наст. время | Администрация городского поселения Советский (территориальное подразделение Администрации муниципального образования Советского района Ханты-Мансийского автономного округа Тюменской области) |

### Руководители города
| Период руководства      | Имя                              | Должность                                                                                                   |
| ----------------------- | -------------------------------- | --- |
| 05.03.1963 — 24.02.1964 | Суродеев Иван Петрович           | Председатель исполнительного комитета Советского поселкового Совета депутатов трудящихся Кондинского района |
| 24.02.1964 — 07.04.1964 | Фомина Аполинария Кирилловна     | Председатель исполнительного комитета Советского поселкового Совета депутатов трудящихся Кондинского района |
| 07.04.1964 — 15.03.1965 | Банникова Валентина Ивановна     | Председатель исполнительного комитета Советского поселкового Совета депутатов трудящихся Кондинского района |
| 15.03.1965 — 14.03.1967 | Куклюк Николай Ульянович         | Председатель исполнительного комитета Советского поселкового Совета депутатов трудящихся Кондинского района |
| 14.03.1967 — 26.12.1967 | Суродеев Иван Петрович           | Председатель исполнительного комитета Советского поселкового Совета депутатов трудящихся Кондинского района |
| 25.12.1967 — 27.04.1968 | Шутько Галина Гавриловна (и. о.) | Председателя исполнительного комитета Советского поселкового Совета депутатов трудящихся Кондинского района |
| 28.04.1968 — 16.06.1971 | Грозин Моисей Антропович         | Председатель исполнительного комитета Советского поселкового Совета депутатов трудящихся Советского района  |
| 16.06.1971 — 19.06.1975 | Арканов Петр Степанович          | Председатель исполнительного комитета Советского поселкового Совета депутатов трудящихся Советского района  |
| 19.06.1975 — 22.06.1982 | Белоусов Пётр Макарович          | Председатель исполнительного комитета Советского поселкового Совета депутатов трудящихся Советского района  |
| 22.06.1982 — 05.01.1987 | Сафронов Валентин Артемьевич     | Председатель исполнительного комитета Советского поселкового Совета народных депутатов                      |
| 11.02.1987 — 28.12.1988 | Карпенко Валентина Павловна      | Председатель исполнительного комитета Советского поселкового Совета народных депутатов                      |
| 28.12.1988 — 16.05.1990 | Перцев Виталий Васильевич        | Председатель исполнительного комитета Советского поселкового Совета народных депутатов                      |
| 16.05.1990 — 06.09.1990 | Деревянко Таисия Фёдоровна       | Председатель исполнительного комитета Советского поселкового Совета народных депутатов                      |
| 06.09.1990 — 21.09.1996 | Марушкин Александр Николаевич    | Председатель исполнительного комитета Советского поселкового Совета народных депутатов                      |
| 2001 — 24.08.2006       | Григорьев Вячеслав Алексеевич    | Глава городского поселения Советский                                                                        |
| 25.08.2006 — 20.10.2008 | Пьянков Сергей Викторович        | Исполняющий обязанности Главы городского поселения Советский                                                |
| 31.10.2008 — 14.11.2012 | Митрофанов Илья Петрович         | Глава городского поселения Советский                                                                        |
| 15.11.2012 — 22.09.2016 | Савинцев Алексей Владимирович    | Глава городского поселения Советский                                                                        |
| 28.09.2016 — 22.09.2020 | Жуков Александр Юрьевич          | Глава городского поселения Советский                                                                        |
| 23.09.2020 — н.в.       | Кулагин Александр Терентьевич    | Глава городского поселения Советский                                                                        |

## Бизнес
В городе действуют коммерческие банки: Банк «ФК „Открытие“», Няганское отделение Сбербанка РФ, Советский филиал ОАО «Запсибкомбанк».

## Пресса
В городе работают газеты («Первая советская», «Северный Вариант»), телеканал «Первый Советский», Информационное агентство «2 города».

## Транспорт
В Советском функционирует аэропорт Советский, основным родом деятельности которого является вертолётное сообщение с северными посёлками, не имеющими автомобильной дороги. Также регулярно выполняются авиарейсы Советский — Белоярский, Советский — Москва (Внуково), Советский — Тюмень, Советский — Екатеринбург. С мая 2016 года выполняются также и рейсы по маршруту Советский — Санкт-Петербург, где перевозчиком является Авиапредприятие «Северсталь».
Железнодорожная станция носит название Верхнекондинская.

## Климат
Город Советский приравнен к районам Крайнего Севера. Климат умеренный континентальный, характеризующийся быстрой сменой погодных условий, особенно осенью и весной, а также в течение суток.
Рекордный минимум −48° зафиксирован в феврале 1994 г. Рекордный максимум +38° в июне 2012 г.
Средние температурные значения в Советском
|          | Средняя минимальная температура | Средняя максимальная температура |
| -------- | ------------------------------- | -------------------------------- |
| январь   | −36                             | −15                              |
| февраль  | −20                             | −13                              |
| март     | −13                             | −4                               |
| апрель   | −7                              | 2                                |
| май      | 1                               | 11                               |
| июнь     | 9                               | 19                               |
| июль     | 13                              | 22                               |
| август   | 10                              | 18                               |
| сентябрь | 4                               | 11                               |
| октябрь  | −4                              | 2                                |
| ноябрь   | −14                             | −8                               |
| декабрь  | −34                             | −13                              |

## Герои России и СССР
- Бревин Александр Михайлович (1920—2003) — Герой Социалистического Труда, Почётный гражданин Советского района.
- Бузин Александр Сергеевич (28 июля 1976 — 21 мая 1996). Посмертно присвоено звание Героя Российской Федерации с вручением медали «Золотая Звезда», за мужество и героизм, проявленные при выполнении специального задания.

## Знаменитые спортсмены-воспитанники Советской районной ДЮСШ
- Евгений Дементьев — олимпийский чемпион, серебряный призёр чемпионата мира в эстафете, победитель и призёр этапов розыгрыша кубков мира.
- Ольга Мельник — заслуженный мастер спорта РФ, чемпионка России, трехкратная призёрка чемпионатов мира, серебряный призёр Олимпийских игр в Нагано по биатлону.
- Устюжанин Денис — чемпион России по лыжным гонкам.
- Сергей Вотинов, Александр Дутов — чемпионы России по биатлону среди юниоров.
- Спиридонов Александр — серебряный призёр Кубка России по плаванию, победитель и призёр чемпионата России по плаванию, чемпион всероссийских соревнований по плаванию.
- Андрейкина Татьяна — чемпионка всероссийских соревнований по плаванию.
- С. Мельников — дважды 3 место в чемпионатах мира по армспорту в 1999 году в Токио и в 2000 году в Финляндии.
- Андрей Сизиков, Андрей Волков — призёры чемпионатов мира по биатлону.

## Галерея

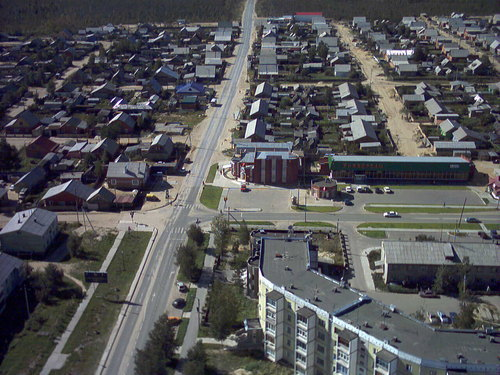
Улицы Советского (2003)